# Willem Kes
Willem Kes (ur. 16 lutego 1856 w Dordrechcie, zm. 21 lutego 1934 w Monachium) – holenderski dyrygent, kompozytor i skrzypek.

## Życiorys
W latach 1871–1873 uczył się gry na skrzypcach w konserwatorium w Lipsku u Ferdinanda Davida, następnie był uczniem Henryka Wieniawskiego w Brukseli (1873–1875) i Josepha Joachima w Berlinie (1875). Studiował także kompozycję u Friedricha Kiela, Woldemara Bargiela i Carla Reineckego. W 1876 roku został koncertmistrzem i solistą, a w 1883 roku dyrygentem Park-Orkest w Amsterdamie. W latach 1877–1888 był także dyrektorem orkiestry, chóru i szkoły muzycznej w Dordrechcie. W 1888 roku został powołany na dyrygenta nowo utworzonej Koninklijk Concertgebouworkest, którą prowadził do 1895 roku. Przyczynił się na tym stanowisku do rozwoju życia muzycznego w Holandii, wprowadzając do repertuaru wiele nowych dzieł, m.in. Richarda Straussa, Antonína Dvořáka, Vincenta d’Indy’ego czy Ernesta Chaussona. W 1895 roku został jako następca George’a Henschela dyrygentem Scottish Orchestra w Glasgow, którą prowadził do 1898 roku. W 1898 roku wyjechał do Rosji, gdzie objął funkcję dyrektora szkoły muzycznej moskiewskiego towarzystwa filharmonicznego, którym w latach 1901–1904 również dyrygował. Od 1905 do 1926 roku był dyrygentem orkiestry i dyrektorem szkoły muzycznej w Koblencji. Pod koniec życia osiadł w Monachium.
Kawaler holenderskiego Orderu Oranje-Nassau oraz rosyjskiego Orderu Świętego Stanisława.
Skomponował m.in. symfonię, koncerty skrzypcowy i wiolonczelowy, uwertury, utwory kameralne i fortepianowe.